# Essex (circonscription fédérale)
Pour les articles homonymes, voir Essex (homonymie).
Pour la circonscription provinciale, voir Essex (circonscription provinciale).
Circonscription électorale fédérale du Canada
Essex (anciennement connue sous le nom Essex–Windsor) est une circonscription électorale fédérale en Ontario.

## Géographie
La circonscription est située sur l'extrême sud de l'Ontario, dont une partie est située sur les rives de la rivière Détroit. Les entités municipales formant la circonscription sont Lakeshore, LaSalle, Amherstburg, Kingsville et Essex.   
Les circonscriptions limitrophes sont Chatham—Kent—Essex, Lambton—Kent—Middlesex, Windsor—Tecumseh et Windsor-Ouest.  

## Historique
C'est l'Acte de l'Amérique du Nord britannique qui créa la circonscription initiale d'Essex. Abolie en 1882, elle fut redistribuée dans Essex-Nord et Essex-Sud. Essex réapparut en 1966 à partir d'Essex-Est, Essex-Sud et d'Essex-Ouest. En 1972, la circonscription devint Essex–Windsor. En 1996, Essex–Windsor fut abolie et redistribuée parmi la nouvelle circonscription d'Essex et de Windsor-Ouest. Cette même année, une partie d'Essex—Kent fut agglomérée.

## Députés
| Législature                                   | Années        | Député            | Parti | Parti                      |
| --------------------------------------------- | ------------- | ----------------- | ----- | -------------------------- |
| Essex                                         |               |                   |       |                            |
| 1re                                           | 1867–1872     | John O'Connor     |       | Conservateur               |
| 2e                                            | 1872–1874     | John O'Connor     |       | Conservateur               |
| 3e                                            | 1874–1878     | William McGregor  |       | Libéral                    |
| 4e                                            | 1878–1882     | J.C. Patterson    |       | Conservateur               |
| Redistribuée parmi Essex-Nord et Essex-Sud    |               |                   |       |                            |
| Recréée d'Essex-Est, Essex-Sud et Essex-Ouest |               |                   |       |                            |
| 28e                                           | 1968–1972     | Eugene Whelan     |       | Libéral                    |
| Essex—Windsor                                 |               |                   |       |                            |
| 29e                                           | 1972–1974     | Eugene Whelan     |       | Libéral                    |
| 30e                                           | 1974–1979     | Eugene Whelan     |       | Libéral                    |
| 31e                                           | 1979–1980     | Eugene Whelan     |       | Libéral                    |
| 32e                                           | 1980–1984     | Eugene Whelan     |       | Libéral                    |
| 33e                                           | 1984–1988     | Steven W. Langdon |       | Nouveau Parti démocratique |
| 34e                                           | 1988–1993     | Steven W. Langdon |       | Nouveau Parti démocratique |
| 35e                                           | 1993–1997     | Susan Whelan      |       | Libéral                    |
| Essex                                         |               |                   |       |                            |
| 36e                                           | 1997–2000     | Susan Whelan      |       | Libéral                    |
| 37e                                           | 2000–2004     | Susan Whelan      |       | Libéral                    |
| 38e                                           | 2004–2006     | Jeff Watson       |       | Conservateur               |
| 39e                                           | 2006–2008     | Jeff Watson       |       | Conservateur               |
| 40e                                           | 2008–2011     | Jeff Watson       |       | Conservateur               |
| 41e                                           | 2011–2015     | Jeff Watson       |       | Conservateur               |
| 42e                                           | 2015–2019     | Tracey Ramsey     |       | Néo-démocrate              |
| 43e                                           | 2019–2021     | Chris Lewis       |       | Conservateur               |
| 44e                                           | 2021–2025     | Chris Lewis       |       | Conservateur               |
| 45e                                           | 2025–en cours | Chris Lewis       |       | Conservateur               |

## Résultats électoraux
|       | Candidat         | Parti              | # de voix | % des voix |
|       | (x) Jeff Watson  | Conservateur       | +25 327,  | 48,06 %    |
|       | Nelson Santos    | Libéral            | +07 465,  | 14,17 %    |
|       | Taras Natyshak   | NPD                | +18 538,  | 35,18 %    |
|       | Cora Carriveau   | Vert               | +01 290,  | 2,45 %     |
|       | Enver Villamizar | Marxiste-léniniste | +00077,   | 0,15 %     |
| Total | Total            | Total              | 52 697    | 100 %      |

|       | Candidat          | Parti        | # de voix | % des voix |
|       | (x) Jeff Watson   | Conservateur | +20 608,  | 40 %       |
|       | Susan Whelan      | Libéral      | +14 973,  | 29,06 %    |
|       | Taras Natyshak    | NPD          | +13 703,  | 26,6 %     |
|       | Richard Bachynsky | Vert         | +02 234,  | 4,34 %     |
| Total | Total             | Total        | 51 518    | 100 %      |